# ショートリコイル
ショートリコイルとは、弾丸の発射時に発生する反動（作用・反作用）を利用した自動装填式銃器の作動方式（反動利用式、リコイルオペレーション）の一形態である。

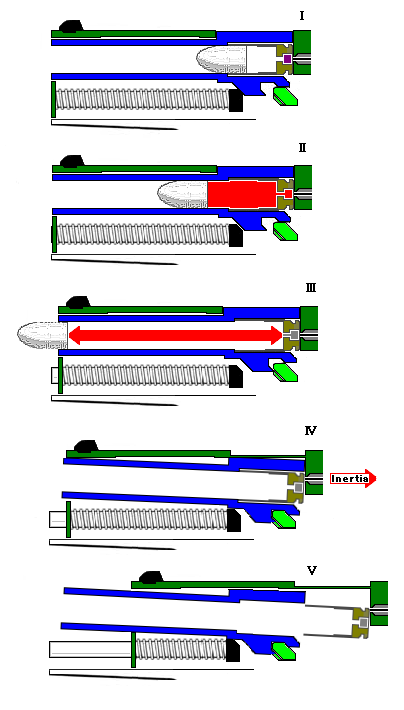
ティルトバレル式ショートリコイル方式の動作概略図

## 概要
反動利用式の中で最も広く使用されている作動方式で、主に自動拳銃、機関銃等に採用されている。
発射の際に銃身と遊底（ボルト）が結合されたまま、反動により後退する。後退の途中で閉鎖が解除され銃身が停止、遅れて遊底が停止するまでの間に抽筒・排莢が行われる。遊底の後退途中、比較的短い距離で閉鎖が解けることから「ショートリコイル」の呼び名がある。
これに対し、ショートリコイル作動と同じく反動利用式だが、遊底が停止するまで銃身と結合されたままで、閉鎖を解いたのち前進開始に時間差を設ける形で分離するロングリコイルと呼ばれる作動方式も存在する。閉鎖されたまま後退する距離が上記ショートリコイルよりも長い。
なお、1941年ごろの日本には両者を厳密に分ける概念が存在しなかった可能性がある
。
防衛省規格 火器用語（小火器） NDS Y 0002B及び、火器用語（火砲） NDS Y 0003Bによると、以下のように多少ニュアンスが違ってくる。反動利用短後座式（short recoil action）は反動利用式の一種で，銃砲身と遊底が一体のまま後座する距離が弾薬の全長を超えない方式。遊底解放後，銃砲身は停止し，遊底だけが全後座距離を運動する。反動利用長後座式（long recoil action）は反動利用式の一種で，銃砲身と遊底が一体のまま後座する距離が弾薬の全長を越える方式。銃砲身と結合状態で後座した遊底は，後座終了位置において掛金で保持され，復座ばねの作用によって銃砲身のみが前進して打殻薬きょう（莢）を抽筒，しゅう（蹴）出し，遊底の掛金保持を解除すると，遊底が前進して装てん（填）と薬室の閉鎖を行う。

## 歴史

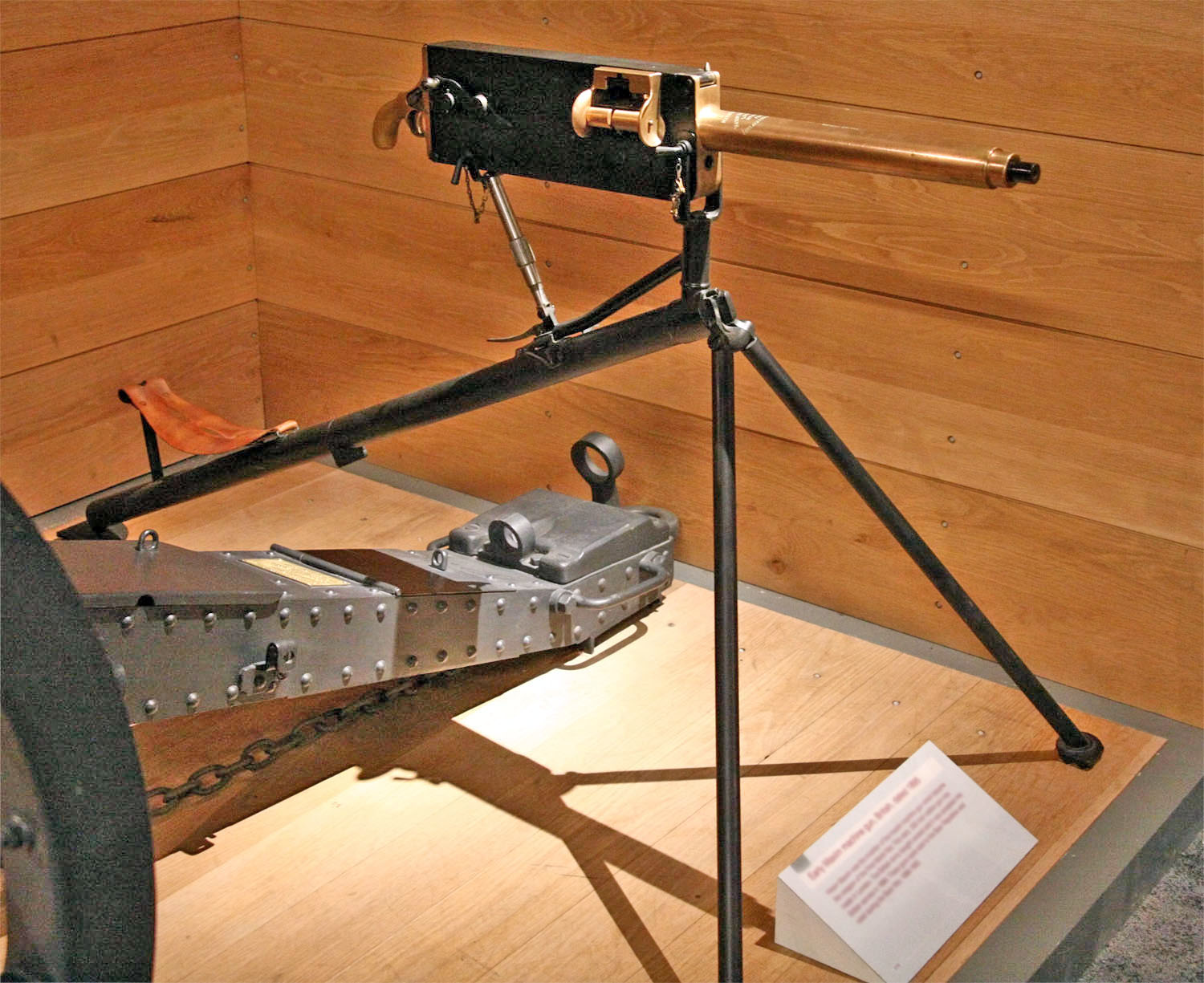
最初期のショート・リコイル式自動火器である1895年型マキシム機銃

金属薬莢の実用化以降、さまざまな自動装填機構を持った銃器が考案されたが、最も初期に実用化されたものが、1884年にハイラム・マキシムが発明したマキシム機関銃である。マキシム機関銃はショートリコイル作動方式を採用し、遊底の閉鎖方式には1850年代から米国で普及したヘンリー連発銃で使用されたトグル・ジョイント機構が用いられていた。一方、1893年にドイツで開発され世界初の市販自動拳銃とされるボーチャードピストルにも、トグルジョイント閉鎖機構を持ったショートリコイル作動方式が採用された。
以後、閉鎖機構等の形態を変えながらショートリコイル作動方式は機関銃、自動拳銃へ採用されていった。
しかし、ショートリコイル作動方式は銃身がレシーバー（機関部）に固定できない構造であるため、銃身が固定されている作動方式に比べると理論上では命中精度で劣り、また、銃身に大きな衝撃を加えると故障や暴発の原因となる。そのため、精度が重視される上、銃身に銃剣を装着して白兵戦を行う必要のある歩兵用の小銃に採用された例は珍しく、フェドロフM1916やジョンソンM1941自動小銃が数少ない採用例として知られている。
第一次大戦、第二次大戦を経てショートリコイル作動方式は各種の改良、発展が遂げられ、ブローニングM2重機関銃、MG42機関銃、コルト・ガバメント、ワルサーP38、ブローニング・ハイパワー等の現代へ繋がる銃が生み出された。
現在、閉鎖機構を持った自動拳銃では、小型軽量に設計できるショートリコイル作動方式が最も広く採用されている。
他方、機関銃ではガス圧作動方式が一般的となり、ショートリコイル作動方式を採用した銃は、ブローニングM2重機関銃、MG3等少数派となった。
また機関銃以外では、強力な弾薬の使用と軽量化の両立を目指したバレットM82等がショートリコイル作動方式を採用した例として知られている。

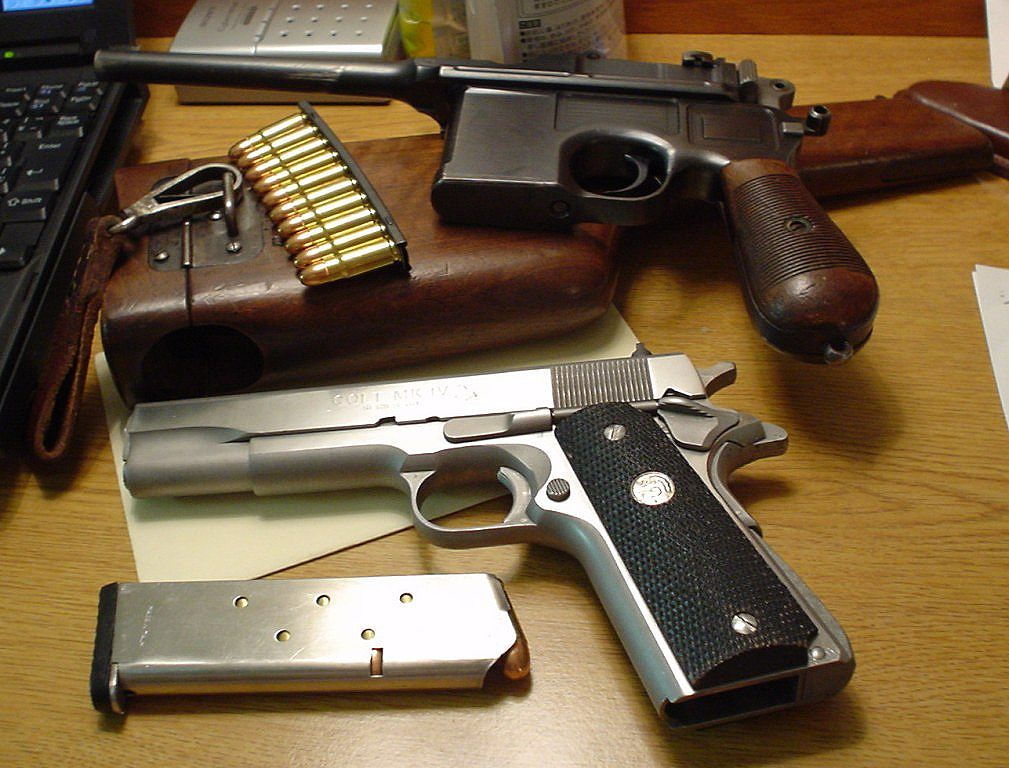
代表的なショートリコイル方式自動拳銃であるモーゼルC96とM1911
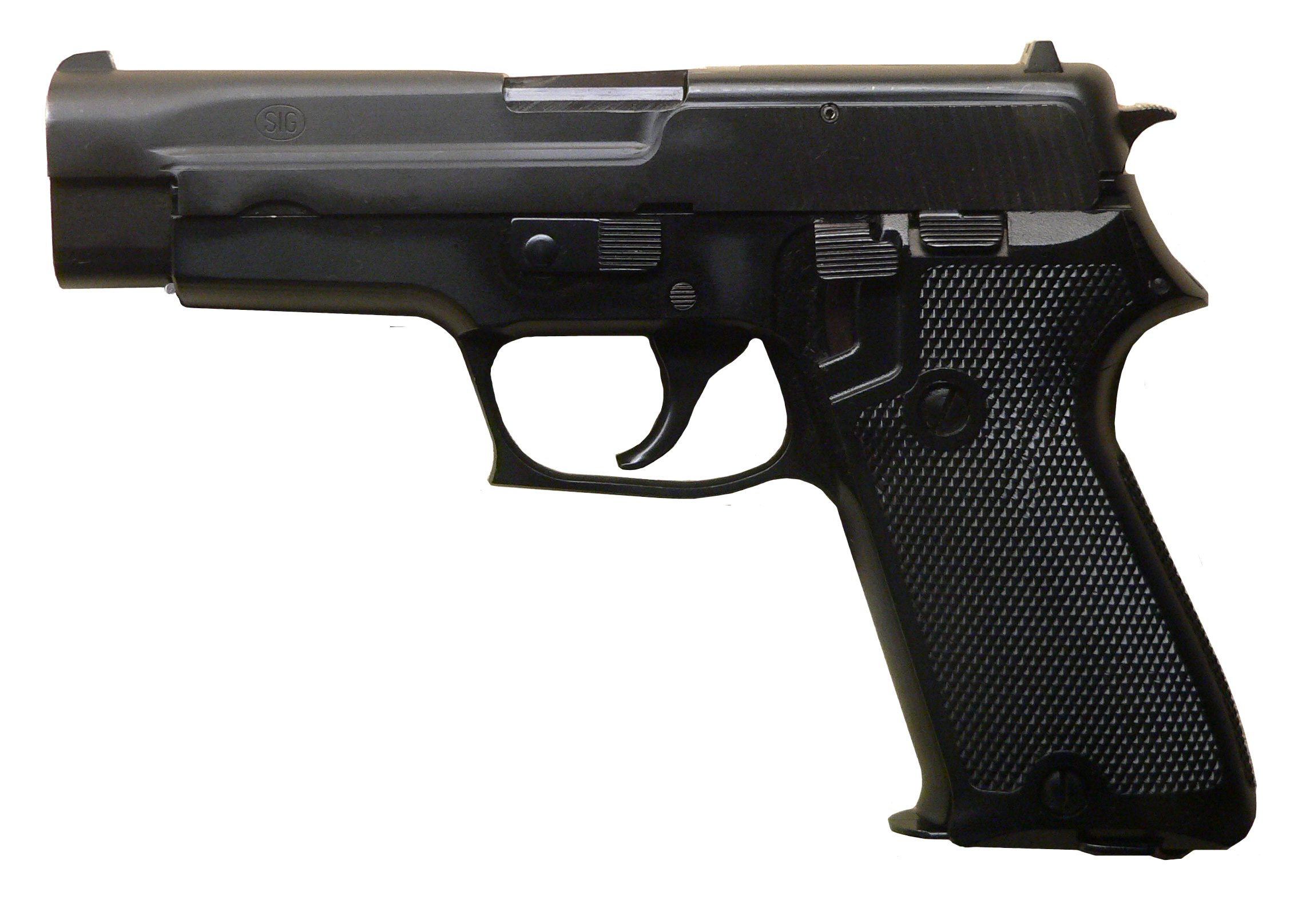
スライドをプレス加工で製造し生産性を大幅に向上させたSIG P220
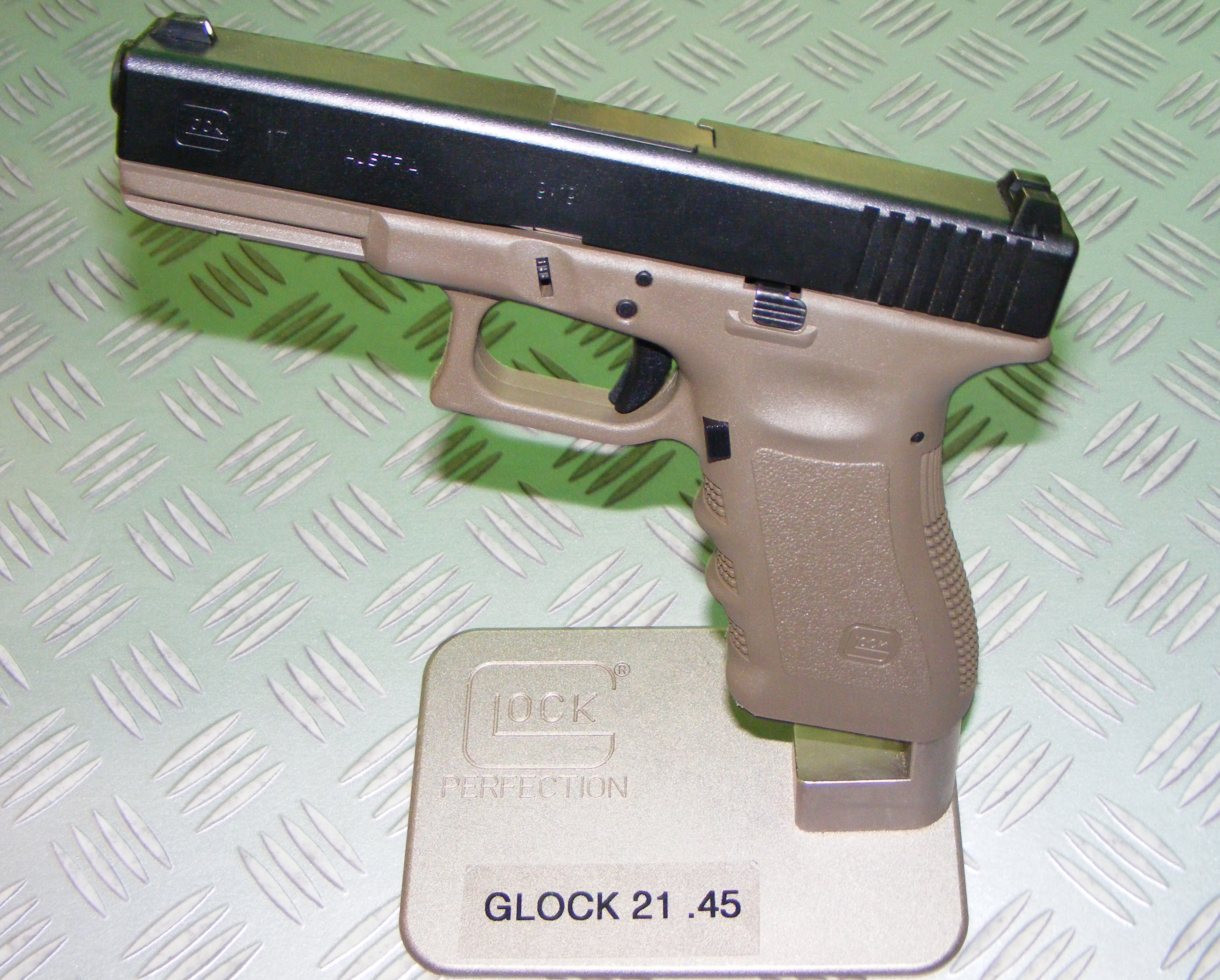
強化樹脂を用いて生産性の向上と軽量化を実現したグロック
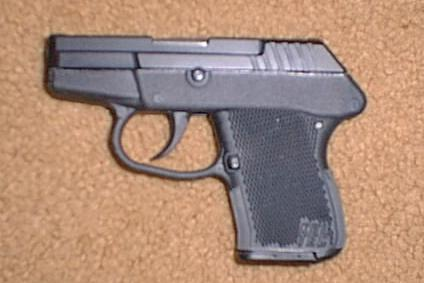
.32ACPの小型拳銃に改良ブローニング式を採用したKel-Tec P-32
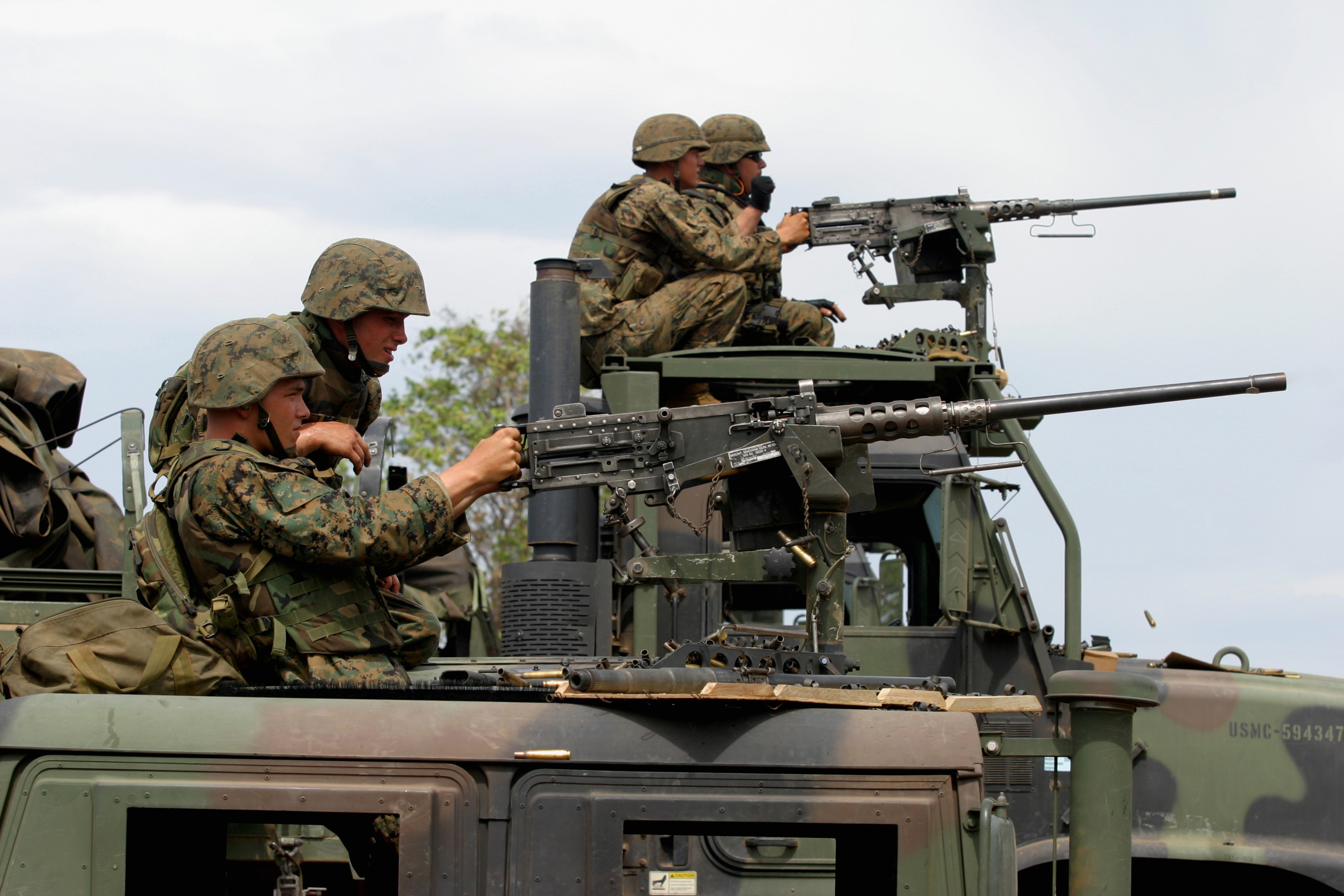
1933年以降使用され続けているブローニングM2重機関銃
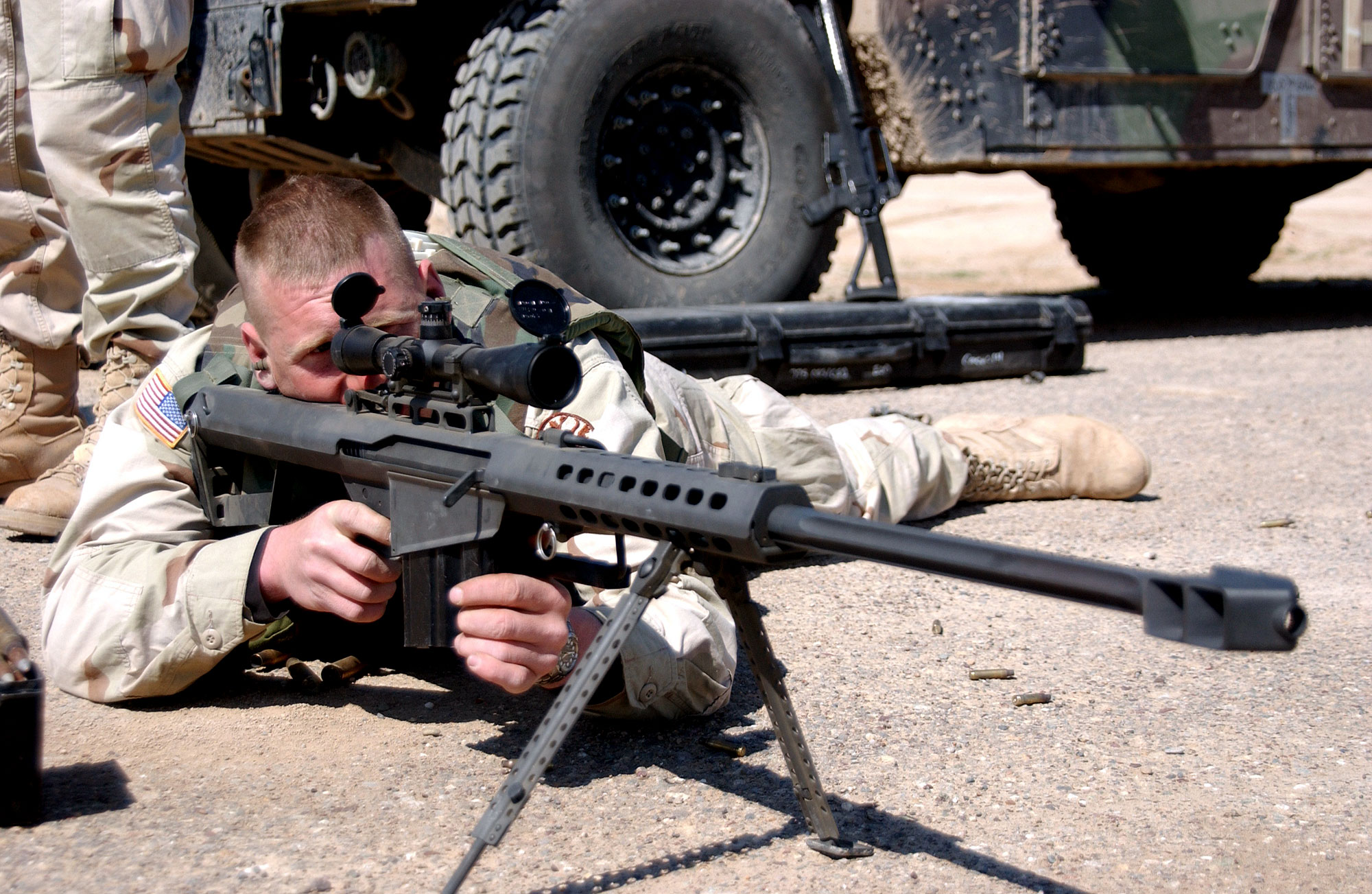
12.7x99mm NATO弾を使用するが比較的軽量なバレットM82A1
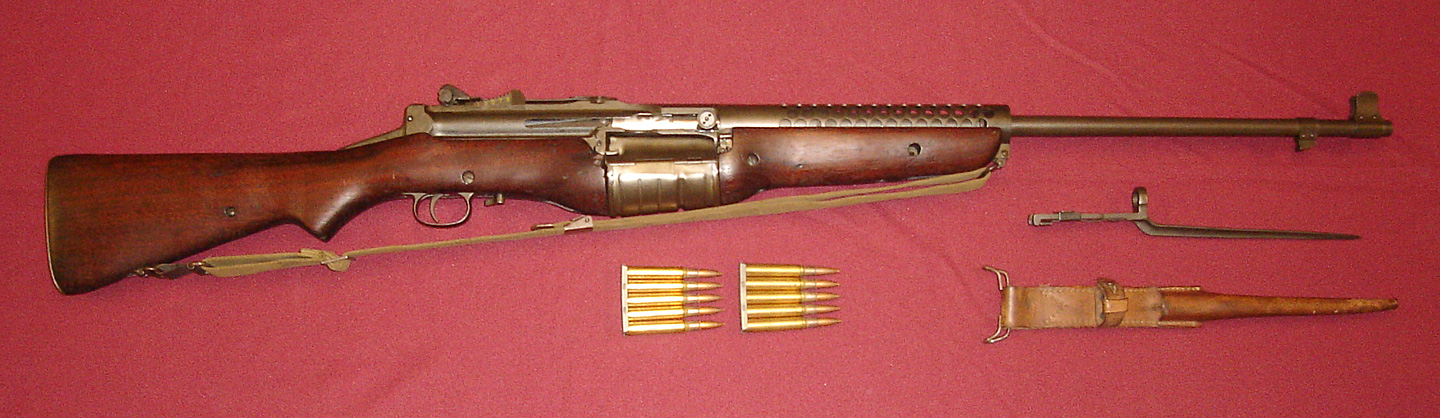
珍しい歩兵用自動小銃での採用例、第二次大戦勃発によるM1ガーランドの不足を補うべく海兵隊等で使われたジョンソンM1941

## 機構
銃弾が発射される際には、発射薬の燃焼ガスの圧力が銃腔内の全方向へ均等に加わり、（パスカルの原理）、弾丸を銃口側へ前進させる。また同じ圧力が薬莢にも掛り、薬室の内面に対して密着させたり、遊底の包底面を押して後退させようとする。この際、銃腔内のガス圧が高いうちに遊底が後退してしまうと、薬莢がちぎれて断片が薬室に残る、あるいは薬莢のむき出しになった側面が圧力に耐えられなくなり膨張・破裂するおそれがある。また薬莢と薬室の間の気密が維持できず、銃腔内の高圧ガスが漏れ出し危険な状態となる。このため、発射薬の燃焼が終わり、銃腔内の圧力が安全域にまで下がるまでの間、遊底の後退を抑制する機構が自動装填式銃器には必要となる。
ショートリコイル作動方式では発射の際に銃身と遊底を何らかの機構で閉鎖結合し、圧力が安全な値に下がるまでの間、その状態を保持する機能を持つ。閉鎖機構の解除には反動（弾丸と燃焼ガスの前進移動・加速による反作用）が利用され、まず反動により銃身と遊底が閉鎖されたまま一定の距離を後退する。一般的には、まず発射薬の燃焼が終わって圧力上昇がピークを過ぎ、弾丸が銃身内を進んで弾丸・薬室間の容積が増えることで圧力が下がり始める。その後、弾丸が燃焼ガスの一部とともに銃口を離れて、銃腔内の圧力がさらに下がり、銃身が定位置まで後退した時点でカム等の作動により遊底の閉鎖が解かれる（開鎖）。ここで銃身は銃のフレーム等に衝突して、後退運動を止める。その後、開鎖された遊底は、開鎖されるまでの後退動作の慣性により、復座ばねを圧縮しながらさらに後退して薬莢を薬室から抜き出して排出、最後尾まで後退した後に圧縮した復座ばねの力により前進、次弾を弾倉から薬室へ送り込み、銃身を前進させながら再び結合し、閉鎖された状態へ復帰する。
上記がショートリコイル作動方式の原理であり、銃身と遊底が閉鎖結合されたまま短距離を後退することが、ショートリコイルの語源となっている(short-recoil：短い 後座移動、反動距離)。

### 動作例
下図は、プロップアップ式閉鎖機構を持つフェドロフM1916のショートリコイル作動模式。
1. 図I 銃身 (Barrel) と遊底 (Bolt) は、銃身側に装備されるロッキングブロック（Locking Block：図中 橙色の部分）と遊底側に装備されるロッキングラグ (Locking Lug) が噛み合うことによって閉鎖結合されている。ロッキングブロック下面はレシーバー (Receiver) に当たり下降できない状態にある。
2. 図II 薬莢内の火薬が発火して燃焼ガスが発生し、銃腔内の全方向へ膨張しようとする圧力が発生する。燃焼ガスの圧力により弾丸は銃口方向へ移動を開始する。同時に薬莢にも同じ圧力が掛り遊底を後退させようとするが、遊底は銃身と閉鎖結合されており後退できない。この時、伸展性を持つ金属等で作られた薬莢は圧力により膨張して薬室に密着し、薬室からのガス漏れを防いでいる。
3. 図III 銃腔内では発射薬の燃焼により燃焼ガスの圧力が高まり弾丸が加速される。この時、弾丸と燃焼ガスの移動・加速による反動が起き、その反動により銃身と遊底は復座ばねによる抵抗を受けながら閉鎖結合したまま後退を始める。この時点では、ロッキングブロックはなおレシーバーに接触しているため下降することができない。
4. 図IV 弾丸が銃口を離れると、銃腔内の燃焼ガスは大気中へ放出され圧力は急激に低下するが、この時銃に作用する反動は最大となる。銃身と遊底は閉鎖結合されたまま、復座ばねを圧縮しながら後退を続ける。
5. 図V 銃身と遊底はここまでの後退動作により発生した慣性によりさらに後退するが、ロッキングブロックはレシーバー内の突起に当たり回転させられ、レシーバー下方へ落ち込みロッキングラグから外れ銃身と遊底の結合が解かれる。その直後に銃身後端はレシーバーに衝突して、後退を阻まれ停止するが、遊底は自身の持つ慣性により復座ばねを圧縮しながら後退を続け、薬室から薬莢を引き抜いていく。

上記5の動作後、遊底は後退を続け薬室から薬莢を完全に引き抜き、薬莢は排莢機構（エキストラクターとエジェクター）により排出される。その後、終止位置まで後退した遊底は圧縮された復座ばねの力により前進へ転じ、次の銃弾を弾倉から押し出す。押し出された銃弾は図Vの位置で後座したままの銃身薬室に装填され、遊底は銃身後部へ当たりロッキングブロックはレシーバー内突起により回転上昇、再び銃身と遊底は閉鎖結合される。さらに復座ばねの力により銃身と遊底は結合されたまま前進し、図Iの状態へ復帰する。

### 特徴

ヴィッカース重機関銃のマズルブースター概念図

ショートリコイル作動方式は他の作動機構に比べ下記の特徴を持つ。
比較的簡略な構造
銃身と遊底の閉鎖に関わる部品を少なくすることが可能で、またブローバック作動方式のように発射ガスの圧力を遊底の質量や復座ばねの圧力で抑える必要がなく、銃を小型に設計することができる。
遊底操作が容易
ブローバック作動方式のように発砲時に発生する圧力を復座ばねで抑える必要がないため、比較的弱いスプリングが使用可能となっている。その為、装填や回転不良の際の遊底操作に必要な力が比較的小さくて済む。
銃身の固定が不可能
作動機構上、銃身の固定は不可能であり設計、製造の不備により集弾精度が低いものとなる場合がある。しかし、銃の集弾精度にはさまざまな要素が関連し、銃身が固定された作動方式であってもそれだけで高い集弾精度が得られるものではなく、ショートリコイル作動の銃であっても高い集弾精度を持つものも多い。
弾丸の威力の変化への適応性が低い

機関部の作動を発砲時の反動および慣性により行っているため、弾丸質量の大小、速度の高低への対応範囲が狭い。作動機構の大型化に限界のある拳銃ではマグナム弾等の高威力の弾薬の使用が難しく、逆に銃身と遊底の質量が大きくなる機関銃では、作動が不確実になったり回転速度が高くできない等の問題が生じる場合がある。このためヴィッカース重機関銃やMG42機銃などではマズルブースター (Muzzle booster) を銃口部に装着し、銃身の後退を補助している。
保持に起因する動作不良
機関部の作動を発砲時の反動および慣性により行っているため、銃の保持が不確実な際には遊底の後退動作が正常に行われず作動不良を起こす場合がある。
質量変化に起因する動作不良
銃身および遊底の質量と、弾薬の弾丸質量、速度との均衡が動作に影響するため、これら基本条件が変動すると動作不良が発生しやすい。
部品の品質に起因する動作不良
閉鎖機構には射撃の度に大きな負荷が加わるため、部品の材質・工作精度・熱処理や表面処理に不備があると、早期に摩耗や破損する原因となる。同じ理由から、こまめな点検も必要となる。

## 各種の閉鎖機構
自動装填火器の黎明期となった19世紀末以降、様々な閉鎖機構を持つショートリコイル作動方式が考案されたが、その多くは淘汰され現在ではプロップ・アップ機構の系統とティルトバレル機構の系統が主流となった。下記はショートリコイル作動方式で採用された閉鎖機構の代表例。

### トグルロック式

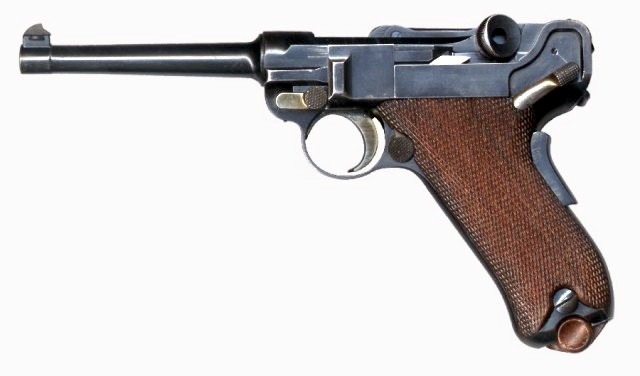
初期型ルガー拳銃

トグルロック式は、薬室の閉鎖及び開放を継手を持ったトグルの屈曲により行う。発射時、継手の曲がる向きによって屈曲を制限されたトグルに押さえられた遊底と銃身が結合したまま後退する。必要な距離だけ後退したあと、フレーム側の形状に沿ってトグルの継手が自由に屈曲できるようになり、閉鎖が解かれる。
マキシム機関銃、ボーチャードピストル、ルガー・パラベラムピストル等に採用されたが、他の方式に比べて工作精度の要求が高い、作動に必要なスペースが大きい等の理由で以後の銃での採用例は少ない。

### プロップアップ式

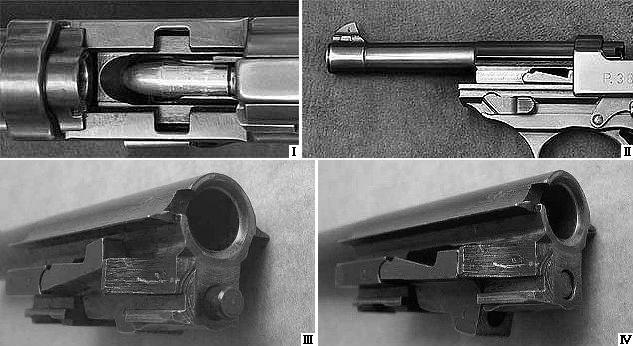
P38のロッキング・ブロック部

プロップアップ式は、銃身と遊底の閉鎖結合を、銃身に装備された閂子（ロッキングブロック）と遊底に装備されたロッキングラグにより行う。ロッキングブロックが上下に作動し遊底の閉鎖および開放を行うことからプロップアップ (prop up) の名称がつけられた。
モーゼルC96、フェドロフM1916や、ブローニングM2重機関銃、十四年式拳銃、ワルサーP38、ベレッタM92等に採用された。
作動機構の小型化に限界があり部品点数も比較的多くなるため、現代での自動拳銃への採用例は少数である。

### ティルトバレル式
ティルトバレル式は、銃身と遊底の閉鎖開放を銃身の上下動により行う。遊底の開放時に銃身が斜め下方へ傾く (tilt) ことからティルトバレル式と呼ばれる。また、開発者ジョン・ブローニングの名前からブローニング式とも呼ばれる。
構造の簡略さと小型化が可能なことから、コルト・ガバメント、ブローニング・ハイパワー、SIG P220等、ショートリコイル作動の自動拳銃では現在まで最も多く採用されている。逆に銃身の長い自動小銃や軽機関銃、特に結合部に荷重が掛かる銃身交換式の機関銃などでは、採用例は稀である。
ティルトバレル機構を持つ代表的なM1911系拳銃では、銃身の薬室付近にロッキングラグを設け、遊底（スライド）内側の溝と結合させる構造となっている。銃身と遊底が後退すると、銃身後端はバレルリンクの働きにより下方へ移動し、結合が解かれる。バレルリンクは銃身後端の下降・上昇動作を案内することが目的であり、遊底や銃身が作動する際の衝撃を受ける機能は持たない。
ジョン・ブローニングは後にM1911のリンクをカムに置き換え簡略、改良した閉鎖機構を持つブローニング・ハイパワーを開発しており、この形式を改良ブローニング式と呼ぶことがある。
SIG P220で採用された銃身の薬室上部と排莢口とを嵌合させて閉鎖する機構が、近年の改良ブローニング式では主流となっている。この形式は銃身薬室付近のロッキングラグ、遊底内側の溝など閉鎖機構の加工を必要とせず、製造が容易なため20世紀末から急速に普及した。
- 1911系拳銃の銃身（上）
遊底（下）内のロッキング・ラグ
- 改良ブローニング式のロック部
Ⅰ.FN ハイパワー
Ⅱ.CZ75
Ⅲ.H&K USP
Ⅳ.グロック

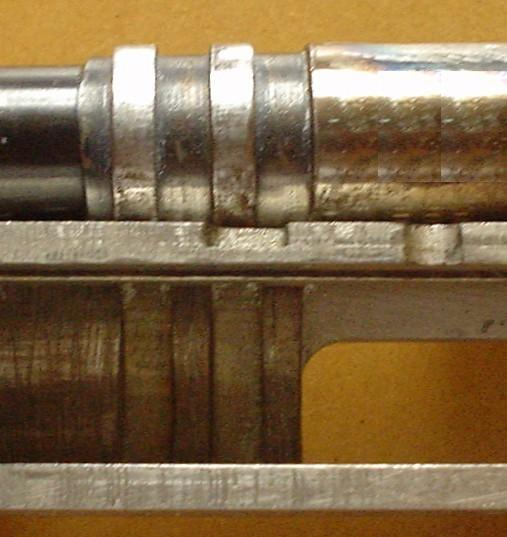
1911系拳銃の銃身（上） 遊底（下）内のロッキング・ラグ
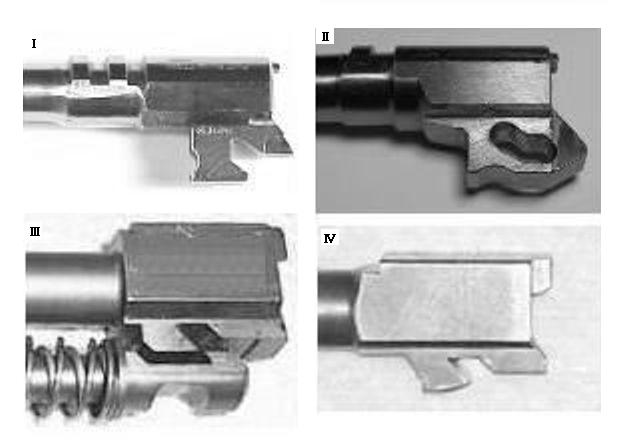
改良ブローニング式のロック部 Ⅰ.FN ハイパワー Ⅱ.CZ75 Ⅲ.H&K USP Ⅳ.グロック
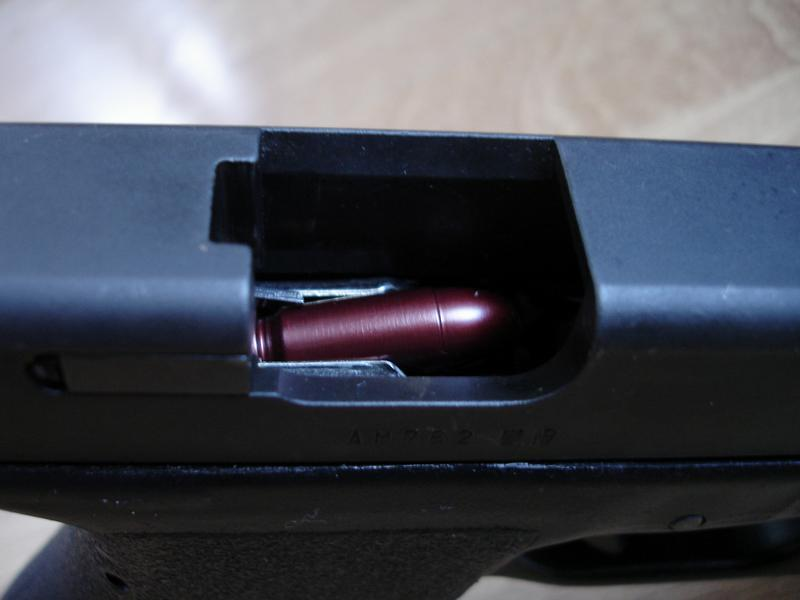
閉鎖機構を兼ねたグロックの排莢口

### ロータリーバレル式
ロータリーバレル式はロッキングラグを設けた銃身を螺旋状のカムで回転させ、遊底との結合、解除を行う。ロテイティングバレル式とも呼ばれる。
閉鎖機構の強度を比較的高く設計でき、部品点数を減らせる等の利点はあるが、銃身の外周にロッキングラグを設け、回転させる構造のため遊底やレシーバーが大きくなる傾向にある。
Roth-Steyr M1907、Steyr M1912、オブレゴン・ピストル等に採用された。
近年での採用例はコルト AA2000、ステアーTMP/ブルッガー＆トーメMP9マシンピストル、ベレッタM8000、ベレッタPx4、Grand Power K100 (STI GP6) 、92式手槍等、比較的少数である。

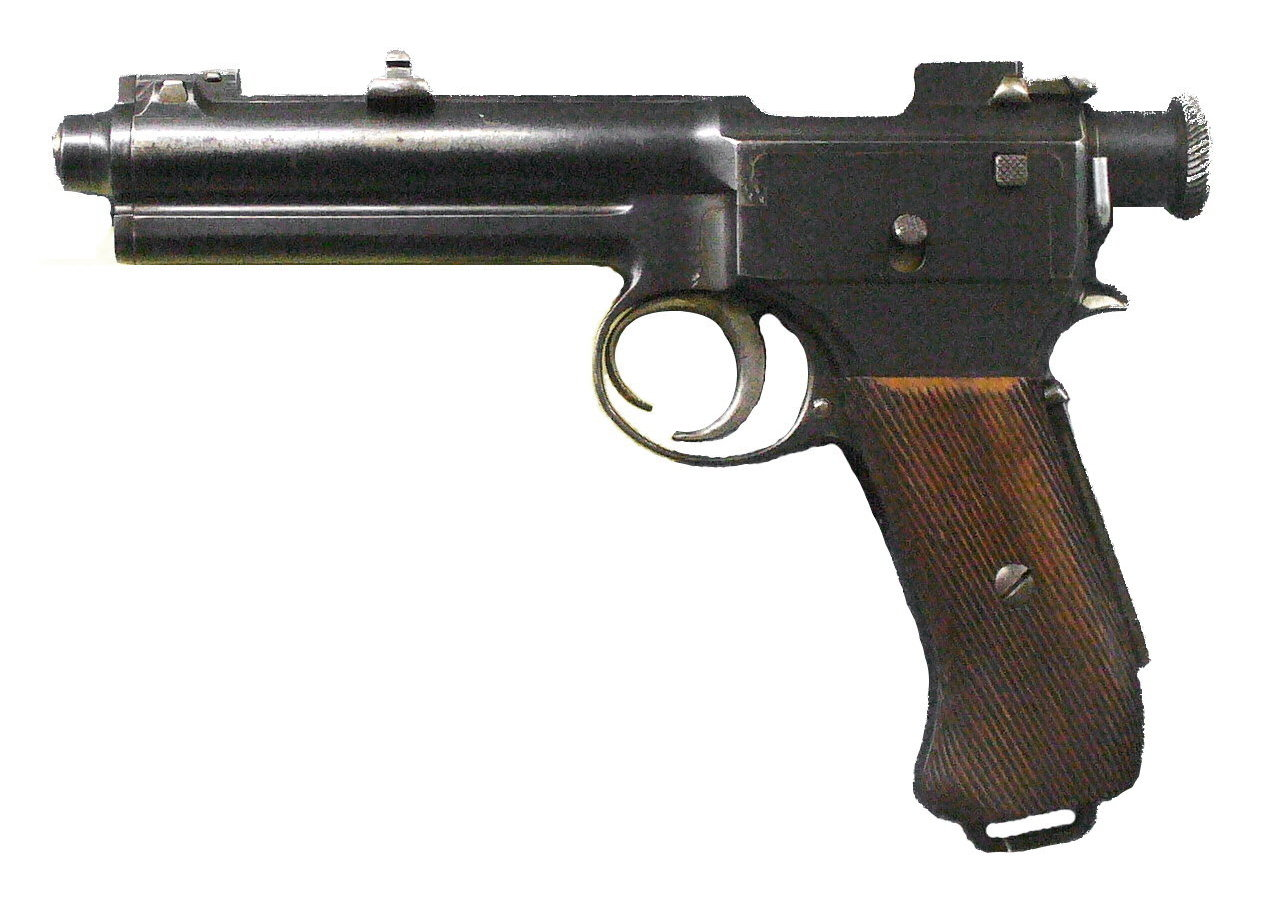
Roth-Steyr M1907
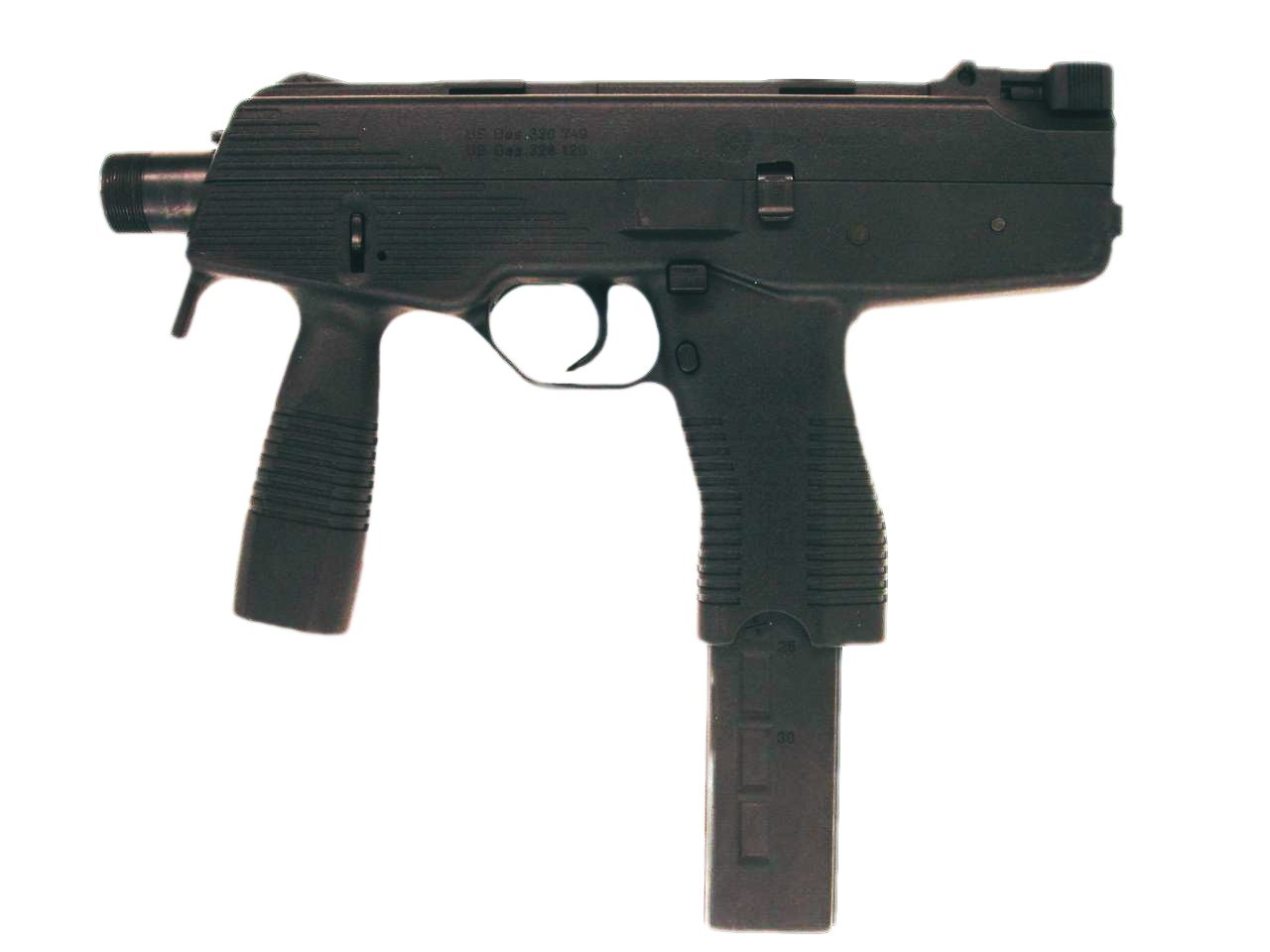
ステアーTMP
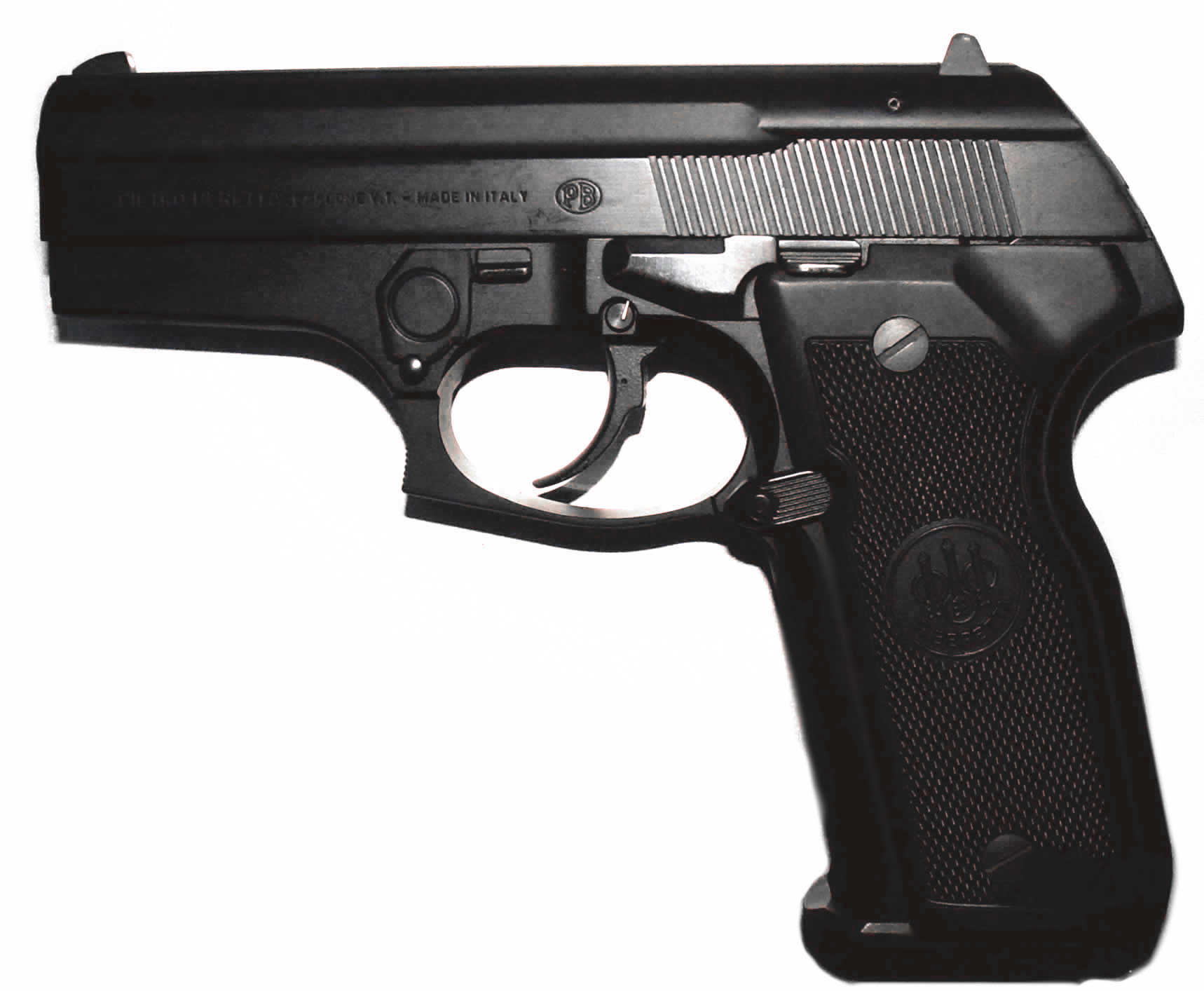
ベレッタM8000
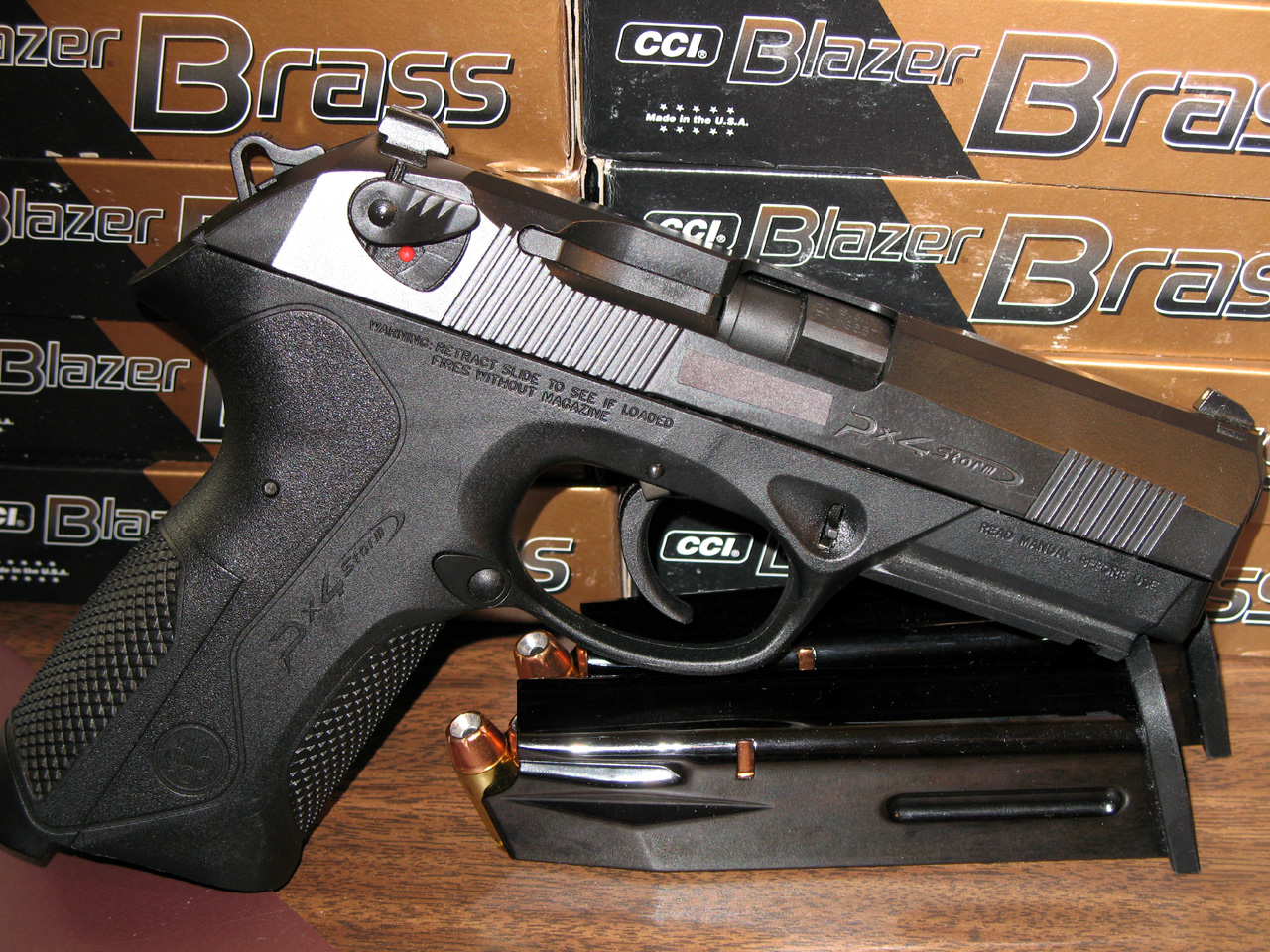
ベレッタPx4
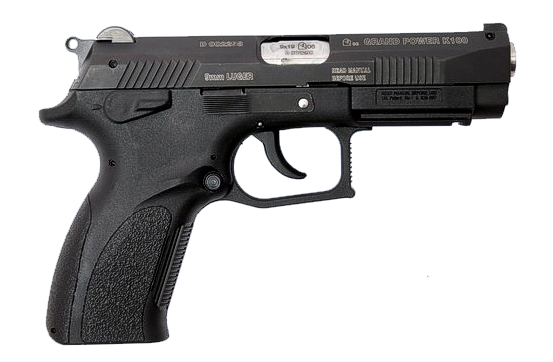
Grand Power K100

### ロータリーボルト式

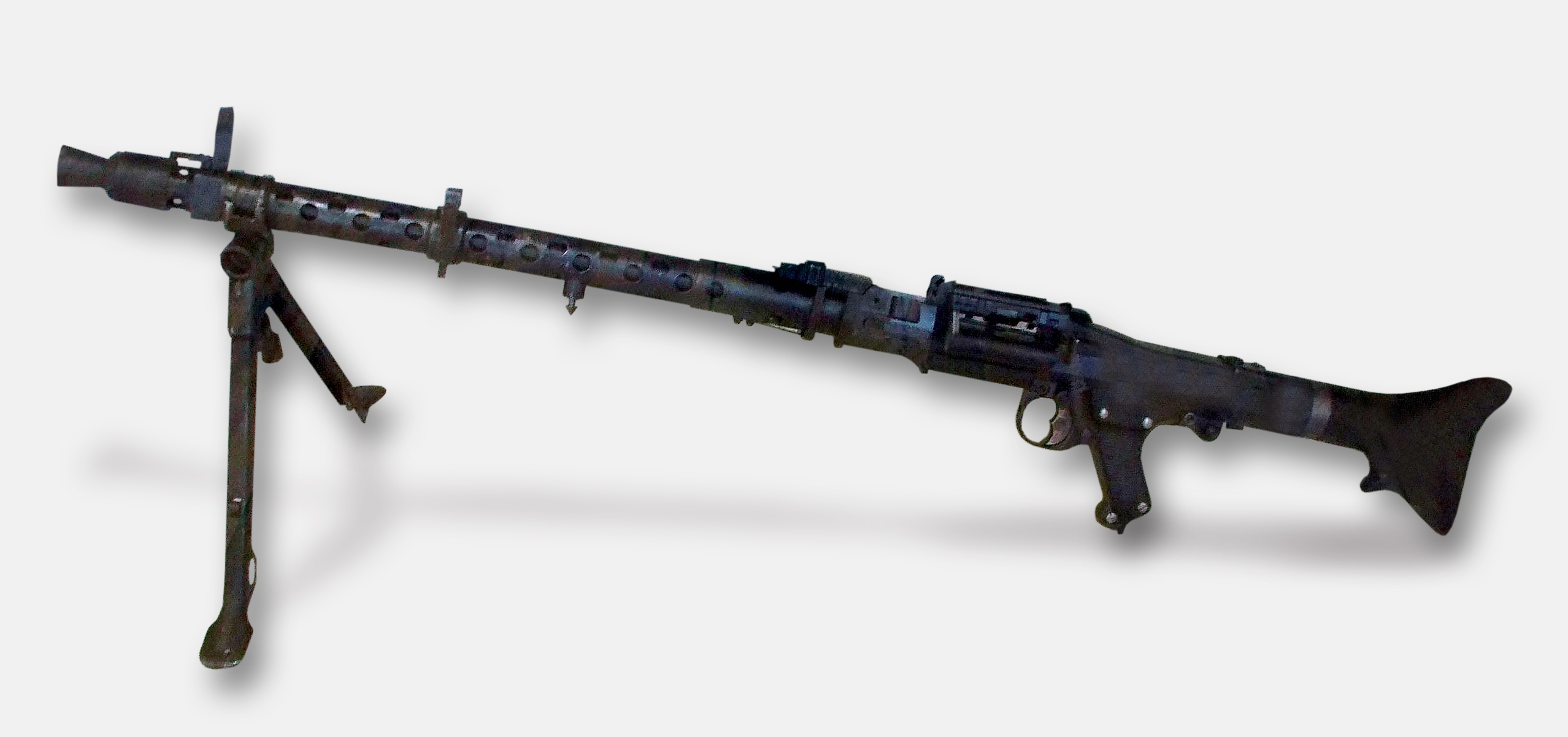
MG34機銃

ロータリーボルト式は、遊底の回転により、遊底のロッキングラグと銃身後端の閉鎖、開放を行う。
遊底はレシーバー内のカムにより回転（ローテイティング：rotating）させられるためローテイティングボルト式とも呼ばれる。
閉鎖機構の強度を高く設計しやすいため、ボルト・アクション方式やガス圧作動方式では一般的だが、ショートリコイル作動の銃器ではMG34、オートマグ、バレットM82、ジョンソンM1941自動小銃等、少数の採用に止まる。

### ローラーロック式
ローラーロック式は、薬室左右付近に設けられたローラー状のロッキングブロックにより遊底の閉鎖を行う。閉鎖機構に比較的高い強度を持たせることができ、ローラーを使用することにより偏摩耗を防いでいる。
MG42、MG3、Cz52等へ採用された。

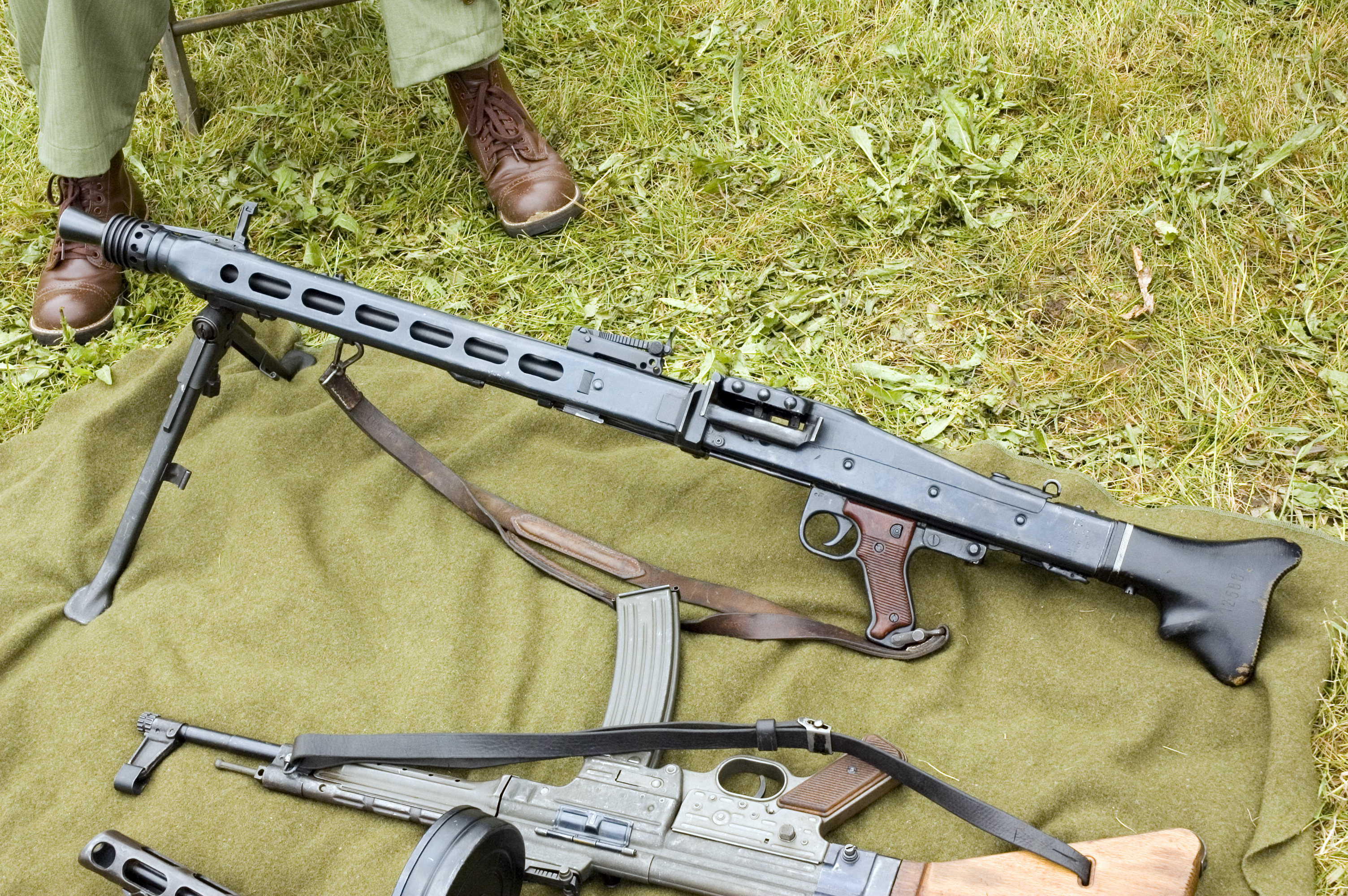
MG42機銃
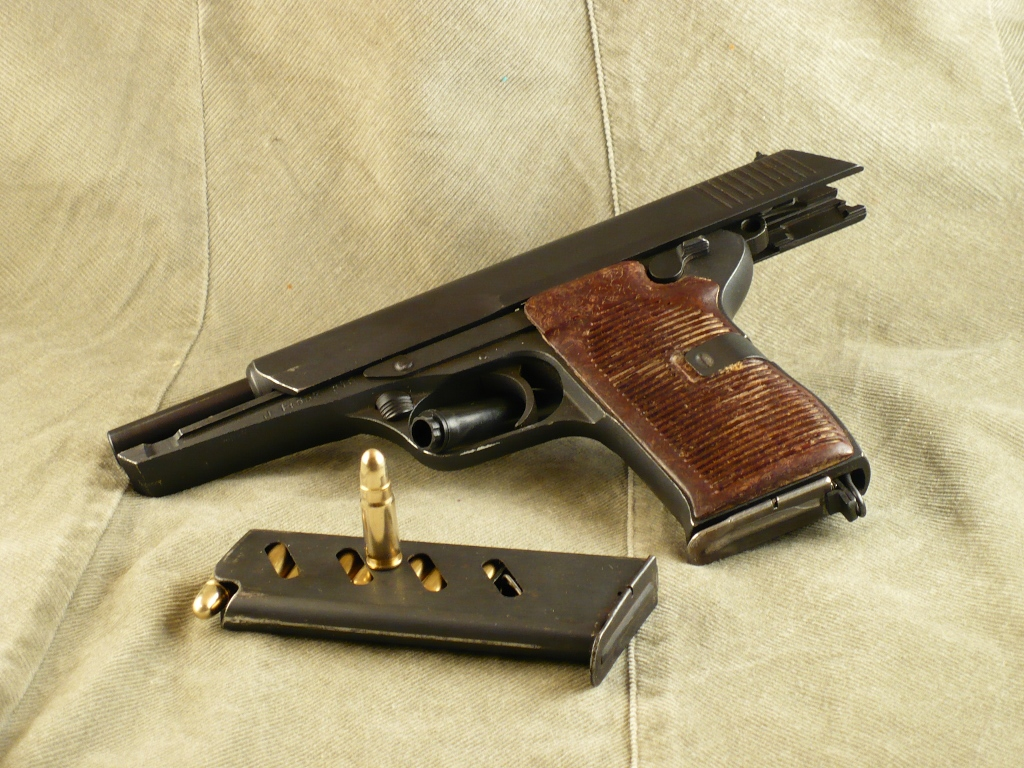
Cz52
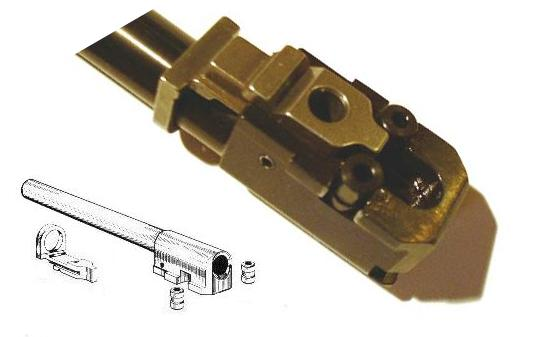
Cz52の銃身とローラー

なお、MG42の簡略型の試作過程でローラー遅延式ブローバックが派生しており、ローラーロックと構造も似ているため混同されることがあるが、両者には下記のような違いがある。

#### ローラーロック式
ローラーロック機構によって銃身と遊底が閉鎖結合されており、弾丸が銃口を離れるまで閉鎖結合は開放されない。
銃身は遊底と閉鎖結合されたまま反動により後退する。

#### ローラー遅延式ブローバック
反動を利用しない。遊底の後退はローラーと復座ばねによって抑制されているが、完全に結合した状態ではなく、発砲時には銃腔内の燃焼ガスの圧力により薬莢が押し出され、弾丸が銃腔内にある間に遊底が移動を開始する。
銃身はレシーバーに固定されて動かない。

## その他の反動利用方式

### ロングリコイル

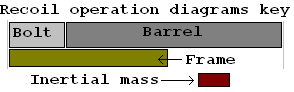
ロングリコイル方式の概念図

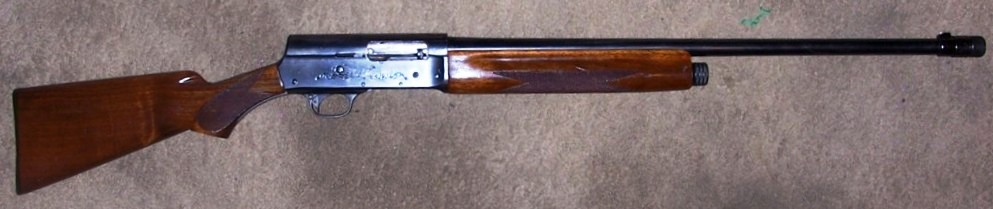
ロングリコイル方式の代表例、ブローニング・オート5（写真はレミントン製の同型銃、レミントンM11）

ロングリコイルとは、主に散弾銃で使用される方式で、日本の散弾銃市場では銃身後退式と呼ばれる事もある。この方式で最も有名な物はジョン・ブローニングが1902年に開発し、その後1998年まで100年余りの期間製造が続けられ、戦前の日本では半自動式散弾銃の代名詞的な存在ともなったブローニング・オート5である。
ロングリコイルでは撃発と同時に銃身と遊底が一体となったまま可動部最後尾まで後退し、銃身が先に元の位置へ押し戻される際に空薬莢が排出される。遊底の前進開始と同時に弾倉から新たな装弾が薬室に供給され、遊底が閉鎖される事で次弾装填が完了する。
ロングリコイルはブローニング・オート5の登場以来、1963年のガス圧利用式のレミントンM1100登場まで、半自動式散弾銃の主力で有り続けた。日本でも日本猟銃精機がフジ・ダイナミックオートとしてこの方式に参入し、その他の競合他社（SKB工業、KFC川口屋林銃砲店、晃電社）もこの方式の半自動式散弾銃の製造販売を行っていた。
ロングリコイルは機構がやや複雑になるが頑丈で信頼性の高い銃を製造できる反面、多種多様な装薬量のショットシェルを撃つ必要がある散弾銃においては、重装弾になるほど射手に掛かる反動が指数関数的に強くなり、極端な軽装弾や射手の肩付けが不十分で銃身に十分な反動が発生しなかった場合には容易に作動不良を起こしてしまう欠点があった。その為、ガス圧利用式の技術が向上しどのような装弾でも安定したガス圧力を供給する自動ガスピストンなどの新機構が普及すると、ロングリコイル式は次第に廃れていく事になった。しかし今日でもイタリアのフランキがフランキ・AL-48としてこの構造の散弾銃の量産を続けており、同じイタリアの高級元折散弾銃メーカーのコスミもこの方式による手作り高級散弾銃の注文生産を続けている。
散弾銃以外の採用例ではアメリカのレミントンが1906年にレミントン・モデル8として半自動式小銃にこの構造を採用、ハンガリーでは1907年にFrommer Stop拳銃、フランスでは1915年にFM mle1915軽機関銃がこの構造を採用している。

#### ロングリコイル方式の作動サイクル

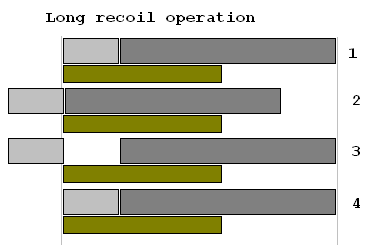
ロングリコイル方式の作動サイクル

1. 撃発時の状況。遊底と銃身はロッキングブロックによって閉鎖状態にある。
2. 撃発の反動で銃身と遊底が一体となって後退する。リコイルスプリングが圧縮される。
3. 遊底が後退しきった後、スプリングの力でわずかに前進したところで、閉鎖が解けるとともに遊底が機関部に固定され、銃身だけがリコイルスプリングの力で前進する。空薬莢は遊底側に残る。
4. 銃身に取り付けられたエジェクターが空薬莢を蹴り出すと、遊底と機関部の固定が解け、遊底は弾倉から次弾の供給を受けながら、別のスプリングの力で前進し、ふたたび閉鎖される。

### イナーシャ・オペレーション

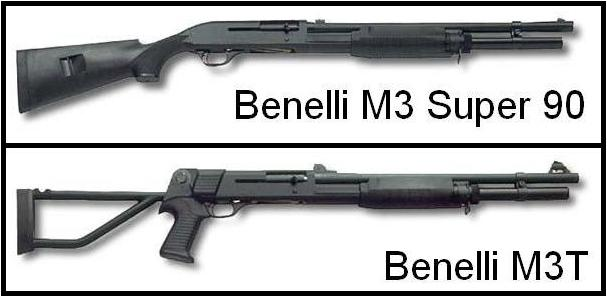
イナーシャ・オペレーションの代表例、ベネリM3。セレクターにより半自動・ポンプアクションを任意に切り換えて使用できるため、極めて信頼性が高く軍用銃としての採用例も多い

イナーシャ・オペレーションとは、ロングリコイルと同じく主に散弾銃で使用される方式で、Sjögrenの方式を基にイタリアのベネリ社が開発した慣性を利用して作動する反動利用方式である。資料によってはイナーシャ・ドリブンやイナーシャ・システムと呼ぶ場合もあり、日本語直訳では慣性利用方式または慣性モーメント方式となる。
この方式は他の方式と異なり、遊底の後退に銃身に掛かる反動に加えて遊底自体に内蔵された反発ばねの力も利用する。これにより銃身の後退量を必要最小限に抑える事が出来、なおかつ遊底の反発ばねの反作用で銃身からの衝撃を相殺する為、銃身後退に伴う衝撃が射手に全て掛かるロングリコイルよりも衝撃をかなり小さくする事が可能ともなる。また、反動の発生を銃身の後退量のみに頼らない為に、ロングリコイルでは銃身後退に必要なエネルギーが不足するような軽装弾を使用した場合でも安定した回転を行う事ができる。ただし、この方式を採用するメーカーは現在の処は開発元のベネリと、ベネリのアンダーライセンスを受けたフランキなどごく一部に留まっている。

#### イナーシャ・オペレーションの作動サイクル

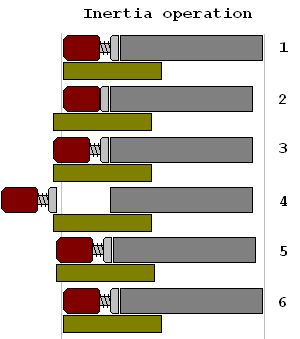
イナーシャ・オペレーションの作動サイクル

1. 撃発前の状況。遊底と銃身はロッキングブロックによって固定されており、反発ばねも伸張状態にある。
2. 撃発時。射手の肩に反動が伝わり、銃全体に慣性モーメントが発生する。銃身の後退が始まり、遊底の反発ばねが圧縮状態となる。
3. 反発ばねが最大限まで圧縮されるとロッキングブロックが解除される。銃身の後退量はごく僅かであり、その後は圧縮された遊底の反発ばねが反発する作用を利用して遊底が後退を開始する。
4. 遊底が後退する間に空薬莢が薬室から排出される。
5. リコイルスプリングにより遊底が前進を開始し、弾倉から次弾を受け取りつつ薬室を閉鎖する。
6. 薬室の閉鎖完了後、遊底の前進力を利用して銃身も前進させ、次弾発射準備が完了する。

### 自動回転式拳銃
珍種ではあるが、実用化された（半）自動回転式拳銃（オートマチック・リボルバー）には、反動利用方式が使用されている例が多い。例：マテバ オートリボルバー、ウェブリー＝フォスベリー・オートマチック・リボルバー

### ガスト式
実用化されたガスト式機関砲には、反動利用方式が使用されている。

## ショートリコイル銃での空砲使用
ショートリコイル作動の銃は、発射ガスの圧力で作動するブローバックやガス圧利用の銃等とは異なり、銃腔内を塞ぐ等の処置を施しても、空砲の火薬の燃焼による反動は弾丸の発射時に比べ遥かに小さいため作動しない。
そのため、M2重機関銃等では機関部に固定される空砲発射用アダプターを装着し、空砲のガス圧によって銃身を後退させ遊底を後退させる力を得ている。この時、銃はショートリコイル作動を行っているのではなく、ガス圧利用の作動方式に変わっている。
もともと、銃身後退の補助用にマズル・ブースターが装備されるヴィッカース重機関銃やMG42等では、マズルブースターの中心孔を絞った空砲用ブースターと交換することにより空砲のガス圧だけで動作させる事ができる。
拳銃ではこのような空砲用アダプターは一般に存在しないため、映画の小道具（プロップ、ステージガン）でショートリコイル作動の拳銃等を使用する際には、閉鎖機構を除去しブローバックと同様の構造に変更することが一般的に行われている。